# Passatge de Sert
El passatge de Sert és un conjunt d'edificis residencials i fabrils entre els carrers de Sant Pere Més Alt i Trafalgar de Barcelona, catalogat com a bé amb elements d'interès (categoria C).

## Història

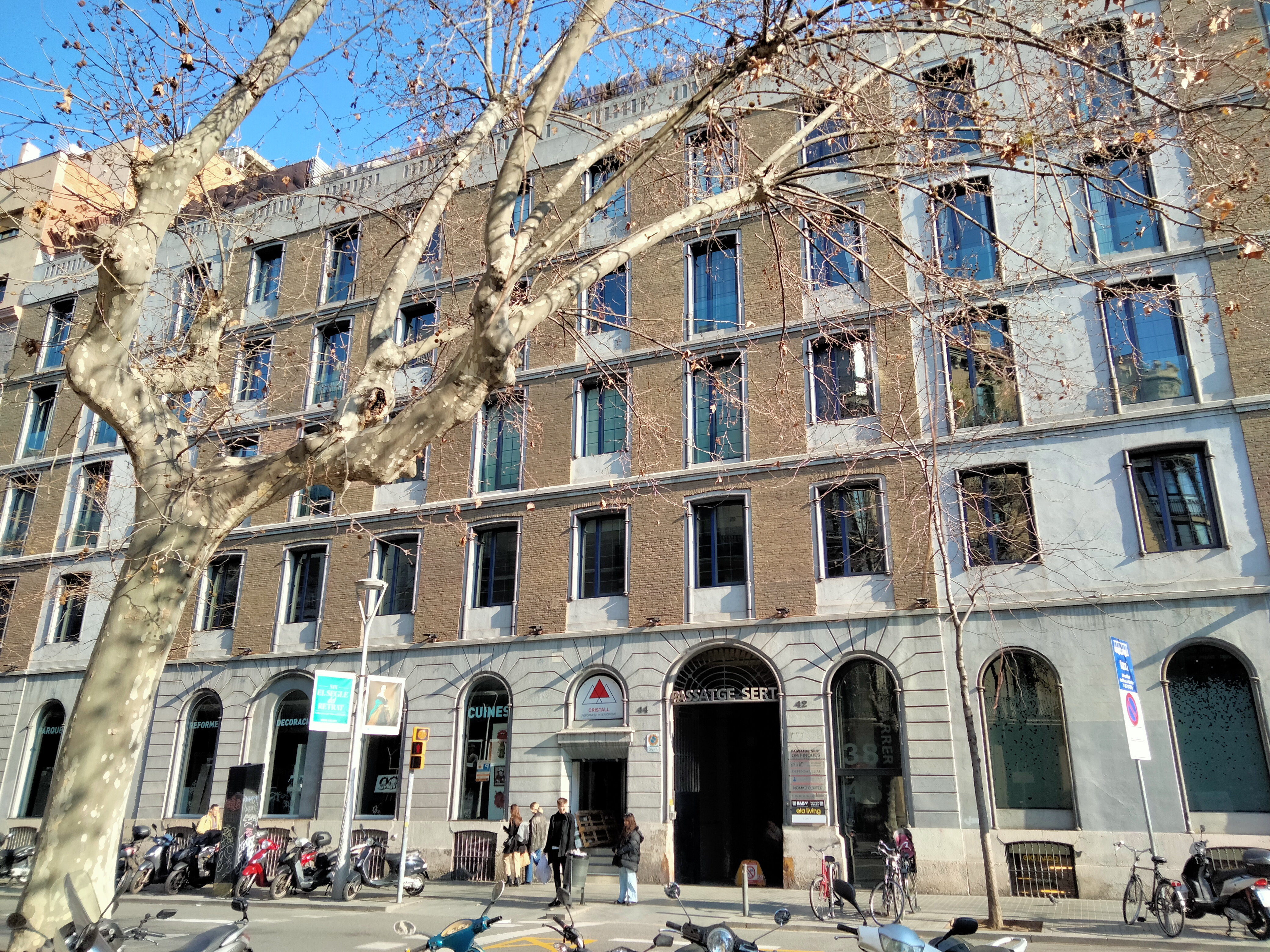
Façana del carrer de Trafalgar, amb l'accés al passatge al mig

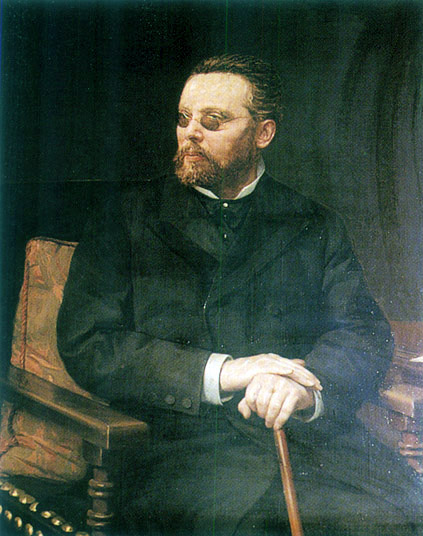
Retrat de Domènec Sert i Rius

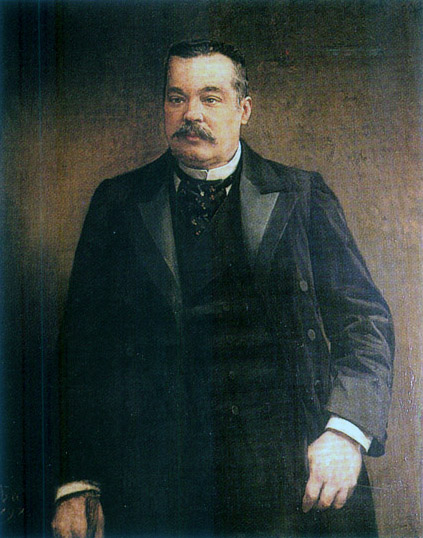
Retrat de Josep Sert i Rius

El fabricant de mantes Bonaventura Solà i Guixà, natural de Sant Sadurní d'Anoia, es va establir a Barcelona cap al 1843, i el 1857 tenia una fàbrica de teixits de seda i mocadors de llana al carrer de Sant Pere Més Alt, 21, amb la qual es va presentar a l'Exposició Industrial de Barcelona el 1860, on exhibí fins a 300 mocadors de teixits de mescla en les quals predominava la llana.
El 1861, va adquirir a Àngel Canaleta i de Morales les finques núms. 49-51 i 55 del mateix carrer, i el 1862 va encarregar al mestre d'obres Jeroni Granell i Barrera la construcció d'una nova fàbrica a l'interior de l'illa, ampliada el 1869 cap a llevant segons el projecte del mestre d'obres Narcís Nuet. El 1863 es va constituir formalment (ja que l'escriptura notarial deia que funcionava des de feia anys) la societat Bonaventura Solà i Cia amb un capital de 805.618 pessetes, del qual el seu cunyat Domènec Sert i Rius (1832-1897) participava en un 21%, i a la que Solà llogà la fàbrica pel termini de 10 anys i el preu de 100.000 rals. El 1864, amb l'entrada de Josep Sert i Rius (1840-1895) a la societat, el nom canviaria a Bonaventura Solà i Sert Germans. L'empresa va iniciar una forta expansió amb fàbriques a Gràcia, Castellterçol, Mataró i Taradell. Tot i que la majoria de telers de l'empresa eren manuals (entre ells els Jacquards, que li permetien donar una gran riquesa al dibuix), havia incorporat a la fàbrica de Gràcia els primers telers mecànics, moguts per una màquina de vapor de 5 CV.
El 1866, Bonaventura Solà va encarregar a Nuet la reconstrucció de les cases del carrer de Sant Pere Més Alt, 55 i 49-51. Tanmateix, va morir aquell mateix any, i el 1867, la seva segona esposa Babiana Fabra i Pons va encarregar a l'arquitecte Miquel Garriga i Roca un nou projecte (signat també per Nuet) per a aquestes darreres. El 1871, els tutors dels seus fills menors d'edat (Adolf Solà i Sert, del primer matrimoni amb Madrona Sert, i Anna Solà i Fabra, del segon matrimoni amb Babiana Fabra) van adquirir a l'Estat una parcel·la procedent de l'antiga Muralla de terra, on van fer construir una fàbrica de quatre pisos amb façana al carrer de Trafalgar, segons el projecte del mestre d'obres Narcís Arau.
Cap al 1870, la societat es va reconstituir com a Sert Germans. El 1873 o 1874, van obrir una nova fàbrica a la Sagrera amb el cicle complet (filatura, tissatge i acabats), deixant al carrer de Sant Pere Més Alt els telers manuals per als productes més delicats i de més difícil mecanització. Cap al 1876, s'hi va incorporar Adolf Solà, amb la qual cosa la societat es diria Sert Germans i Solà. Deprés de ser presents a l’Exposició catalana del 1871 i a la de Viena del 1873, van guanyar la medalla d'or a l'Exposició Universal de Barcelona del 1888 amb una col·lecció de teixits de llana i seda per a mobles i una mostra dels seus tapissos. Abans de la fi de segle, l'empresa canvià de nom a Sert Germans i Fills. Després de la mort de Josep (1895) i Domènec Sert (1897), passà a les mans dels tres fills barons d'aquest darrer: Domènec, Francesc i Josep Maria Sert i Badia, amb el nom social de Sert Germans. Francesc es va casar amb Genara López y Díaz de Quijano, néta de Claudio López y López, germà del primer marquès de Comillas, i el 1904 va rebre el títol de comte de Sert de mans d'Alfons XIII. A la seva mort, el títol nobiliari passà al seu fill Francesc Sert i López, però la indústria quedà en mans del seu germà Domènec.
El 1924, l'empresa tenia cinc fàbriques: les ja conegudes de Barcelona, Sant Martí de Provençals i Taradell, i dues de noves a Sant Cugat i Sabadell. El 1928 es creà Sert SA, amb un capital de 8 milions de pessetes, i el 1933, Comercial Sert SA, amb una forta baixa de les activitats industrials, que cessarien a mitjans dels 1980.

## Descripció
A través del conjunt discorre un passatge particular, que s'obre al carrer de Sant Pere Més Alt a través d'una porta d'arc de mig punt coronada amb una reixa de ferro forjat, i un medalló on figuren les inicials BS (Bonaventura Solà) i la data 1867. Mentre la banda esquerra és ocupada per un edifici residencial, a la dreta hi ha una «quadra» o edifici industrial amb estructura interior de columnes i jàsseres de fosa. L'altre extrem del passatge s'obre al carrer de Trafalgar, on hi ha un edifici que adopta una tipologia de fàbrica de pisos amb obertures d'arc de mig punt als baixos i estructura interior de columnes i jàsseres de fosa.